# Бумтанг (стадіон)
Бумтанг — футбольний стадіон у місті Джакар, Бутан, який вміщує 7000 глядачів.